# Форстер, Иоганн Рейнгольд
Иога́нн Ре́йнгольд Фо́рстер (нем. Johann Reinhold Forster, 22 октября 1729, Диршау, Пруссия, — 9 декабря 1798, Галле, Германия) — немецкий орнитолог, ботаник, зоолог и путешественник английского происхождения.
Отец Георга Форстера.

## Биография
Будучи пастором близ Данцига, изучил математику, философию, этнографию, географию и древние языки.
В 1765 по поручению русского правительства отправился на Волгу с целью изучить быт тамошних колонистов и вместе с некоторыми другими учёными разработать для них свод законов. Затем прибыл в Санкт-Петербург, где ему было поручено императрицей Екатериной II совместно с другими учеными разработать свод законов для колонистов.
В 1766 переселился в Англию и в качестве натуралиста сопровождал Кука в его втором кругосветном плавании.
Не получив никакого вознаграждения от правительства, Форстер впал в крайнюю бедность и подвергся заключению в тюрьму за неплатежи долгов.
В 1780 был назначен профессором в Галле.
Форстер первым предложил рассматривать Австралию как самостоятельную часть света и назвать пролив, разделяющий Старый и Новый Свет, Беринговым проливом.

## Печатные труды
- англ. A catalogue of the animals of North America etc. (Лондон, 1771)
- лат. Descriptiones animalium in itinere ad maris australis terras per annos 1772—1774 suscepto observatorum (изд. Лихтенштейном, Берлин, 1844)
- англ. Observations made during a voyage round the world etc. (Лондон, 1778)
- лат. Liber singularis de bysso antiquorum etc. (Лондон, 1776)
- нем. Geschichte der Schiftfahrt und Entdeckungen des Nordens (Франкфурт-на-Одере, 1780)
- лат. Zoologia indica (Галле, 1781)
- лат. Zoologiae indicae rarioris spicilegium (Лондон, 1790)